# Митасов, Олег Евгеньевич
Оле́г Евге́ньевич Мита́сов (род. 31 января 1953, Карловы Вары, Чехословакия — 23 декабря 1999, Стрелечья, Украина) — украинский художник-аутсайдер, городская легенда Харькова.

## Биография
Родился в Карловых Варах. Отец работал горным инженером, мать — врачом в посольстве. Через некоторое время семья Митасова переехала в Харьков, где Олег впоследствии работал заместителем директора магазина. Предположительно, страдал шизофренией. Неоднократно госпитализировался в Харьковскую областную психиатрическую больницу № 15. В историко-информационном справочнике Харькова упомянут слух о том, что Митасов «протестовал против режима социализма и был его жертвой».
В середине 1980-х годов Митасов начал наносить на стены домов многочисленные надписи, состоящие из несвязных слов. Среди них «Где на земле», «Звёзд с неба не срывать», «Ленин», «Митасов» и знаменитое «ВЕК ВАК» — согласно одной из легенд, аббревиатура ВАК обозначает Высшую аттестационную комиссию, которую Митасов не смог пройти, так как забыл свою аттестационную работу в автобусе, что сильно ударило по его рассудку. Надписи часто были ограждены по краям толстыми точками и всегда писались без использования прописных букв.
Умер 23 декабря 1999 года от туберкулёза в Харьковской областной психиатрической больнице № 1. После отказа родственников забрать тело за деньги был похоронен на кладбище при ней же.

## Квартира и наследие
В период своей известности Олег Митасов проживал в семикомнатной коммунальной квартире в центре Харькова (переулок Краснознамённый, 18). Свои знаменитые надписи Митасов делал не только на улице, но и дома, о чём было известно некоторым людям, интересовавшимся его творчеством. По некоторым сведениям, однажды написал в привычной манере своё имя на могиле своего деда. Иногда просил краску у прохожих.

В свою квартиру он никого не допускал и, тем не менее, откуда-то было известно, что всё пространство коммуналки, из которой практически выехали остальные жильцы, также заполнено надписями. В городе, где в своё время жил и преподавал Григорий Сковорода, известный своими философскими высказываниями-парадоксами («Мир ловил меня, но не поймал»), фигура Митасова выглядела знаковой, продолжающей некую традицию поиска космической гармонии человека и окружающего мира. Из этой же серии представление о Митасове-шамане, кружившемся и выкрикивающем слова-символы под проливным дождём.
— А. Корнев. Из представлений и фантазий
После смерти его матери в квартире был сделан ремонт, и большинство уникальных надписей внутри квартиры было утрачено. По некоторой информации, в квартире на протяжении какого-то времени располагался некий офис. В августе 2018 года квартира имела статус выставленной на продажу. Некоторые из уцелевших предметов мебели, исписанных и исцарапанных Олегом Митасовым, были подобраны и впоследствии выставлялись на художественных выставках Харькова. Судьба пианино и холодильника, покрытых в несколько слоёв надписями и рисунками Митасова, неизвестна.
Лишь некоторые уличные надписи сохранились до современности: часть их была утрачена по причине ремонта поверхностей, на которые те были нанесены, или их закрашивания. Некоторые были уничтожены.  
Фигура Олега Митасова стала культовой среди харьковских художников, занимающихся стрит-артом: например, Гамлет Зиньковский использовал надпись Митасова внутри своей работы «Знаем. Любим. Ценим», чтобы подчеркнуть память об Олеге Митасове. В 2018 году в Харьковской муниципальной галерее открылась экспозиция-презентация объектов из квартиры Олега Митасова.

## Оценки
В различных источниках Олег Митасов характеризуется как знаковая для Харькова личность, городская легенда.
В эссе «Кто вы, товарищ Митасов?» поэт Михаил Токарев рассматривает художественное наследие Митасова с точки зрения концептуализма. В материале Meduza о Фоме Яремчуке Митасов упомянут в числе советских художников-аутсайдеров. 

## Память
- В Харькове есть группа ВЕК.ВАК[15], названная по одному из самых известных буквосочетаний Митасова. Группа использует фразы Митасова в своих песнях[16].
- Музыкальный проект Outsider Leisure выпустил альбом «Сны Митасова»[17].
- В репертуаре харьковской панк-группы «Линия Надреза» есть песня «Митасов» (текст — Владимир Сазонов)[18].
- В тексте песни «III» харьковской пост-метал группы Unholydays несколько раз повторяется одна из фраз Митасова.

## Галерея